# Echinodontium tsugicola
Echinodontium tsugicola är en svampart som först beskrevs av Henn. & Shirai, och fick sitt nu gällande namn av Imazeki 1935. Echinodontium tsugicola ingår i släktet Echinodontium och familjen Echinodontiaceae.   Inga underarter finns listade i Catalogue of Life.